# Рабство в Саудовской Аравии
Рабство в Саудовской Аравии существовало с древности до 1960-х годов.
Хиджаз (западный регион современной Саудовской Аравии), который занимает примерно 12% общей площади Саудовской Аравии, находился под контролем Османской империи с 1517 по 1918 год и номинально подчинялся османским законам. 
Когда этот район стал независимым государством сначала как Королевство Хиджаз, а затем как Саудовская Аравия, в межвоенный период он стал известен во всем мире как центр работорговли. 
После Второй мировой войны растущее международное давление в конечном итоге привело к формальной отмене рабовладения. Рабство было официально отменено в 1962 году. 
Многие представители афро-саудовского меньшинства являются потомками бывших рабов. На смену рабству людей из Африки и Восточной Азии пришла современная система Кафалы, состоящая из бедных рабочих из того же региона, откуда ранее завозились рабы.